# Софія Вілкенс

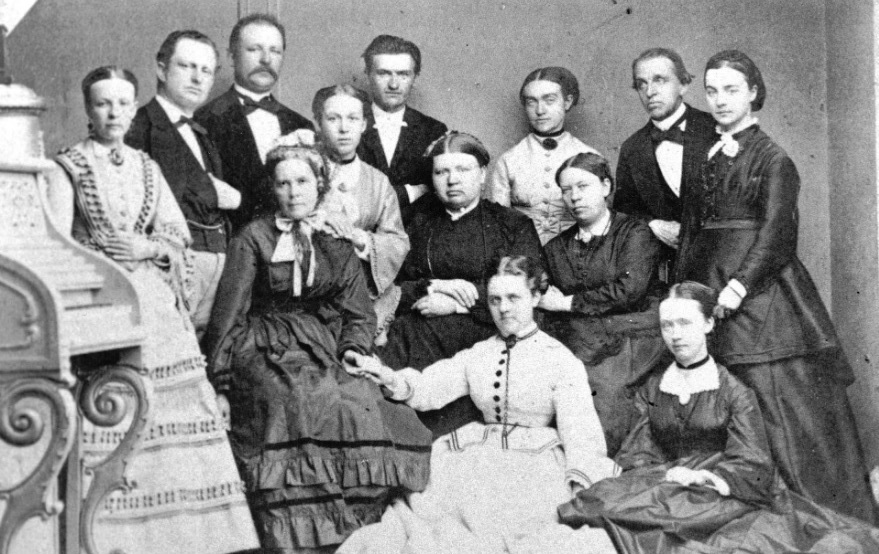
Софія Вілкенс, середній ряд, у центрі, на педагогічній нараді в Копенгагені (1872)

Софія Шарлотта Вілкенс, до шлюбу Томе (14 грудня 1817 , Крістіанстад  — 28 серпня 1889 , Augerums parishd ) — шведська педагогиня, мисткиня та філантропка. Піонерка у навчанні людей з вадами розумового розвитку, а також вадами слуху та з мутизмом. Засновниця й керівниця у 1859—1877 Інституту глухонімих у Карлскруні (об'єднував дитячий будинок, школу та робітничий будинок для учнів з фізичними та розумовими вадами).

## Життєпис
Софія Томе народилася 1817 року в Крістіанстаді у Швеції. Її батько Пер Томе (1780—1843) був губернатором графства та урядовцем. Її мати, Марія Джуліана Вайдман (1797—1826), померла, коли Софії було вісім. Її виховувала бабуся по материнській лінії в Карлскруні. 
У 1838 році одружилася з Рудольфом Вілкенсом (1809—1897) і оселилася в Карлсгамні. Втратила молодшу доньку Томіну (померла від скарлатини чотирьохрічною).

## Кар'єра
Як тогочасні жінки вищого класу, Софія Вілкенс діяла як соціальна реформаторка завдяки філантропії.
У 1850—1877 роках Вілкенс заснувала в Карлсгруні три заклади: дитячий будинок (Barnhemmet), Інститут глухих (Dövstuminstitutet) і Центр охорони (Skyddshemmet), які приймали людей з усієї Південної Швеції. У 1859 році вона отримала опіку над дівчиною з розумовими вадами. Того ж року заснувала власний дитячий будинок. У 1864 році комуна вирішила зробити щось для глухонімих повіту. Тому лише школа Вілкенс, як єдина існуюча, отримала фінансову підтримку. Наступного року заклад освіти перенесли в нові населені пункти, а з 1868 року він отримав державну підтримку.
На той момент у Швеції існували об'єднані школи та будинки для глухих і німих дітей з часів піонерської роботи Пера Арона Борга, який заснував Manillaskolan у Стокгольмі. Хоча шкіл для дітей з вадами розумового розвитку не було, а догляд за ними фактично не був унормований, їх часто включали до шкіл для глухонімих дітей. Таким чином, для Софії Вілкенс було природним приймати дітей як з фізичними, так і з розумовими вадами в одній школі. Проте завдяки досвіду спільного навчання дітей з різними формами вад вона переконалася, що для людей з розумовими вадами корисно навчатися разом із дітьми з нормальним розвитком.
Вілкенс стала сильною представницею інклюзії: на основі своєї роботи вона була переконана, що люди з розумовими вадами не мають бути поміщені в інституціональні заклади, а мають спільно навчатися з метою їх соціалізації та включення до громадянського суспільства як самодостатніх і цінних фахівців. Тому її поєднаний дитячий будинок і школа не були закладом, де люди розміщувалися на все життя, як інші заклади, засновані в другій половині 19 століття, а був домом, у якому отримували освіту та навчалися, щоб повноцінно жити в суспільстві.
Після підтвердження Вілкенс організувала здобуття практичних навичок учнями з особливими потребами. Чоловіки часто успішно працювали в ремеслах або в Королівському флоті.
Однак жінкам було важче знайти роботу, тим більше, що Вілкенс прагнула захистити їх від насильства. Тому вона заснувала по сусідству робітничий будинок для жінок, Skyddshem för abnorma flickor (1869—1911), де більшість її колишніх студенток були зайняті на виробництві текстилю. Цей заклад став дуже успішним і зумів утримувати себе самостійно.
Це було суперечливим у період, коли люди з розумовими вадами вважалися непотрібними для суспільства, і тому влада загалом вважала, що піклування про них є завданням приватної благодійності, а не держави. 
З 1870-х років Софія Вілкенс брала участь у скандинавських педагогічних зборах для навчання людей з інвалідністю. Як піонерка, вона заявила, що, оскільки не має підтримки з боку науки, їй довелося покладатися на власний досвід, і цей досвід переконав її, що інвалідів можна і потрібно навчати, щоб вони керувалися самостійно, а не потрапили в інституцію.
Вілкенс керувала закладами до 1877 року, коли їй виповнилося 60 років. У 1890 році цей заклад було інтегровано в систему повіту. Налагоджено громадською підтримка інших установ; для школи 1907 р. і робітничого притулку 1911 р. Діяльність дитячого будинку було припинено у 1957 році. 
Вийшовши на пенсію, Вілкенс жила на фермі в парафії Аугерум в окрузі Блекінге.

## Нагороди
У 1873 році Софія Вілкенс була нагороджена шведською королівською медаллю Illis quorum meruere labores (загально звана Illis Quorum).

## Спадщина
Поряд з Емануеллою Карлбек Вілкенс стала однією із двох піонерок в освіті людей з інваліднісю у Швеції в середині 19 століття, коли освіта та догляд за цією категорією були розроблені в Європі, на відміну від інших країн, де піонерами зазвичай були чоловіки. Проте саме Карлбек мала запропонувати схему лікування в Швеції в наступні десятиліття. Карлбек і Вілкенс представляли два протилежні підходи для навчання інвалідів з розумовою відсталістю: Карлбек зосереджувала увагу на тому, щоб надати їм гуманне ставлення до життя в установі, тоді як Вілкенс заперечувала інституціалізацію і виступала за сміливу інтеграцію цих пацієнтів(-ок) до суспільства, а також традиційну освіту, щоб допомогти їм стати успішними. Методи Вілкенс були занадто прогресивними для 19-го століття, коли освіта та догляд взагалі вважалися суперечливими, тому її ідеї не мали особливої підтримки до другої половини 20-го століття.